# Nichts zu verzollen
Nichts zu verzollen (Originaltitel: Rien à déclarer) ist eine französisch-belgische Filmkomödie aus dem Jahr 2010. Dany Boon führte Regie und spielt neben Benoît Poelvoorde eine der Hauptrollen.

## Handlung
Anfang der 1990er Jahre an einem belgisch-französischen Grenzübergang. Die Zöllner auf beiden Seiten schauen mit Ignoranz und Herablassung auf das Volk, insbesondere aber auf die Zollkollegen der jeweils anderen Grenzseite. Hieraus sticht der belgische Beamte Ruben Vandevoorde hervor, ein Nationalist, der die „Franzacken“ aus tiefster Seele hasst. Er schreckt weder vor dem Versetzen von Grenzsteinen noch vor überzogenen Zollkontrollmaßnahmen gegen französische Grenzgänger zurück. Beide Seiten sehen mit Bangen der Umsetzung des EG-Binnenmarkts ab 1993 und des Schengener Abkommens entgegen, das den Wegfall der Grenzkontrollen vorsieht. Nicht nur sie werden ihre bisherige Arbeit verlieren, auch in der Kneipe des Grenzörtchens werden die Gäste fehlen.
Ausgerechnet Rubens Schwester Louise hat ein heimliches Verhältnis mit dem hasenfüßigen französischen Grenzbeamten Mathias Ducatel, mit dem ihr Bruder häufig Streit hat. Sie steht vor der Entscheidung zwischen Mathias und ihrer nationalistischen Familie. Schweren Herzens trennt sie sich von Mathias. Als die Schlagbäume wegfallen, werden binationale mobile Fahndungsstreifen für das Grenzgebiet gebildet. Von belgischer Seite wird Vandevoorde zur Strafe für den Job bestimmt. Auf französischer Seite meldet sich daraufhin Ducatel freiwillig. Er will versuchen, mit Ruben Frieden zu schließen, um so die Einwilligung der Familie für seine Heirat mit Louise zu bekommen. Eine Bande deppenhafter Drogenschmuggler verschafft ihnen Arbeit, zumal deren Chef das Ehepaar, das die Grenzkneipe führt, bestochen hat, um an die polizeilichen Einsatzpläne zu kommen. Unter dem Eindruck von Freud und Leid bei der Arbeit entwickelt sich zwischen Ruben und Mathias tatsächlich eine Freundschaft. Ruben lädt Mathias sogar ein, den Silvesterabend bei seiner Familie zu verbringen – als belgischer Grenzer verkleidet. Dort versucht der liebestolle Mathias mit aller Kraft, Louises Herz für sich zu gewinnen. Louise gelingt es nur mit Mühe, das Verhältnis zu verbergen.
Kurz danach besucht Ruben in Begleitung von Mathias seinen Beichtvater, der ihm immer seinen Chauvinismus als Hindernis zum Seelenheil vorgehalten hat, um zu zeigen, dass er mit einem Franzosen Freundschaft geschlossen hat. Als der Pfarrer bemerkt, es sei nicht gut, nur deswegen Freundschaft zu schließen, um von Gott ins Paradies eingelassen zu werden, gibt Mathias zu, auch er habe dies nicht uneigennützig getan; er erzählt von seinem Verhältnis mit Rubens Schwester. Bei Ruben brennen daraufhin alle Sicherungen durch und er rennt Mathias schießend hinterher. Dieser flüchtet sich in Louises Wohnung, wo diese ihren Bruder vor die Wahl stellt, sie beide zu erschießen oder ihre Liebe zu akzeptieren. Rubens Wut verraucht und Mathias wird sein Schwager. Bei einer Verfolgungsjagd auf der Autobahn stoppen Mathias und Ruben überraschenderweise Jacques, den Wirt der Kneipe, mit Drogen im Kofferraum. Dieser wird darauf zum V-Mann und hilft dabei, die Drogenbande zu überführen. Gemeinsam mit den Zöllnern feiern Jacques und seine Frau Irène den Erfolg, wobei sich Jacques im Übereifer verrät und die Zöllner erfahren, dass er in Wirklichkeit schon viel länger für die Drogenbande arbeitet. Jacques und Irène werden festgenommen. Mathias genießt sein neues Leben mit Louise.

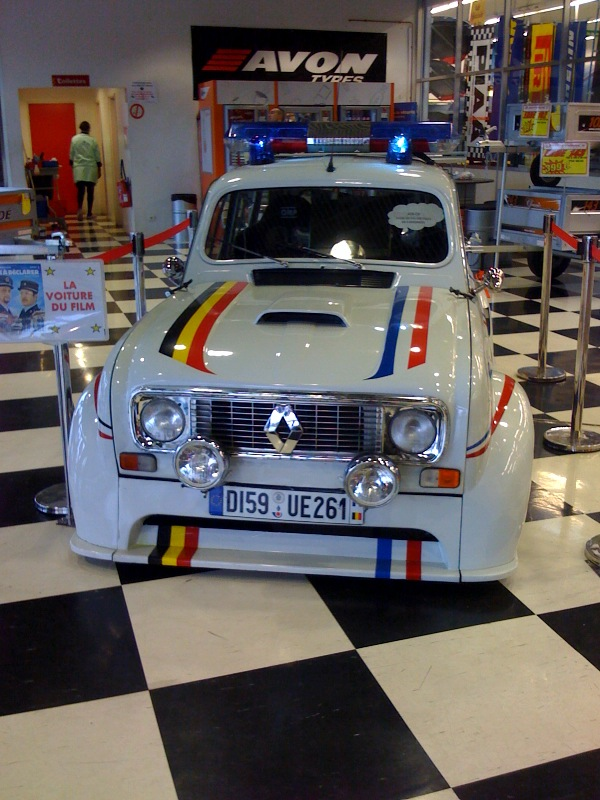
Ein Renault 4L wurde im Film zu diesem Aussehen getunt

## Hintergrund
Nichts zu verzollen ist die dritte Regiearbeit von Dany Boon. Er kennt die belgisch-französische Grenze seit seiner Studentenzeit. Die Idee zum Drehbuch entstand beim Passieren leerstehender Gebäude und ungenutzter Grenzposten während der Marketingarbeit zu seinem Film Willkommen bei den Sch’tis, der 2008 zum bisher erfolgreichsten französischen Film avancierte. Medienarchive und Gespräche mit Zollbeamten lieferten den Stoff für den Film.
Im Film wird auch der belgische Akzent des Französischen thematisiert. In der deutschen Synchronfassung sprechen die (Nord-)Franzosen Hochdeutsch und die Belgier, wenn sie nicht ebenfalls Hochdeutsch sprechen, in etwa den „Sch'ti-Dialekt“, den im Vorgängerfilm die Nordfranzosen gesprochen hatten.

## Kritik
Die deutschsprachige Kritik zog viele Vergleiche mit Boons Willkommen bei den Sch’tis und sah in Nichts zu verzollen vereinzelt einen würdigen Nachfolger, öfter aber einen „zweiten Aufguss“; oder sie fand ihn nicht so originell wie den Vorgänger. Der Film hat in der IMDb und auf Moviepilot eine Nutzerwertung von 6,3/10 Punkten.
Für Ray ist es „ein herzerwärmender Film“, der mit „Charme und effektvollen Pointen“ und auf „bezaubernd-komische Art“ zum Lachen wie zum Nachdenken anrege. Andere fanden ihn „manchmal saukomisch“ oder stellten einige vergnügliche „quecksilbrig-alberne Momente“ fest. Die taz meinte, Boon experimentiere in Nebensträngen unsicher und selbst davon nicht überzeugt und arbeite stellenweise mit „recht derbem Humor“. Boon reite „seine komödiantische Ausgangssituation diesmal mit enervierender Eintönigkeit zu Tode“ und repetiere die gleichen Pointen, befand epd Film. Das Drehbuch sei schwach, nicht fertig entwickelt. Die NZZ machte in der „zäh fliessenden“, anspruchslosen Komödie lediglich zehn verbale und fünf visuelle Pointen aus. Der Tagesspiegel sprach von der Mühe, das Publikum nicht zu überfordern und einer „ermüdenden Übersichtlichkeit“.
Als Darsteller beschränke sich Boon auf „dämliches Dauergrinsen“, während Poelvoorde teilweise gelobt wurde. Das Spiel des Letzteren erinnerte mehrere Kritiker an Louis de Funès, an den er aber nicht heranreiche. Dem Urteil, Poelvoorde entwickle Wutanfälle „zur Kunstform“, standen Ansichten gegenüber, seine Figur sei überzeichnet und passe mit ihrer Radikalität nicht ins harmlos-menschelnde Weltbild von Boons Komödien. Die Welt meinte zu der von Poelvoorde gespielten Figur: „Man mag den engstirnigen Fiesling Ruben so gerne, weil er auf eine verquere Art Nostalgie nach einem Europa weckt, das noch nicht ganz so sehr in eine grenzüberschreitende Einheitssoße getunkt war wie das von heute.“ Dany Boon, so Die Zeit, falle zum belgisch-französischen Verhältnis fast nichts ein; die Witze gingen fast nur auf Kosten der Belgier. Die taz fand, Boon spiele zwar liebenswürdig, und „auf den ersten Blick ist er auch der Sympathieträger des Films“, doch „seine Freundlichkeit hat immer auch etwas Herablassendes“ gegenüber den Belgiern. Während Ray dem Regisseur einen geschickten Umgang mit heiklen Themen wie der Fremdenfeindlichkeit bescheinigte, hieß es im Tagesspiegel: „Das Konzept, den Rassismus am französisch-belgischen Exempel ad absurdum zu führen, wirkt durchaus schlüssig. Andererseits erlaubt dies Boon auch, das schmerzhafte Thema auf reichlich seichte Weise abzuhandeln.“ Immerhin sei er nicht so naiv, an eine mögliche Bekehrung des Hassenden zu glauben. epd Film war enttäuscht, dass der Film nicht im Maghreb oder in der Pariser Banlieue angesiedelt ist, was mehr Potenzial geboten hätte. Die nostalgische Haltung habe einen reaktionären Unterton.

## Kritikenspiegel
Positiv
- Ray, Nr. 7+8/2011, S. 58, von Ines Ingerle: Nichts zu verzollen / Rien à déclarer
- Die Welt, Welt kompakt vom 28. Juli 2011, von Matthias Heine: Kleiner Witzverkehr in "Nichts zu verzollen"

Eher positiv
- Cinema Nr. 8/2011, S. 42, von Ralf Blau: Nichts zu verzollen[15]

Gemischt
- Der Tagesspiegel, 28. Juli 2011, S. 27, von Martin Schwickert: Das Borderliner-Syndrom
- taz, 28. Juli 2011, S. 24, von Wilfried Hippen: Willkommen bei den Camemberts

Eher negativ
- Neue Zürcher Zeitung, 9. Juni 2011, S. 51, von Christoph Egger: Rien à déclarer
- Die Zeit, 27. Juli 2011, von Birgit Roschy: Komischer Grenzverkehr

Negativ
- epd Film Nr. 7/2011, S. 53, von Kai Mihm: Nichts zu verzollen